# Femmes au puits
Femmes au puits. Opus 238 est un tableau réalisé en 1892 par le peintre français Paul Signac. Cette huile sur toile de format vertical est une scène de genre qui représente deux femmes tirant de l'eau à un puits le long d'un sentier littoral, dans un paysage qui rappelle celui de Saint-Tropez, dans le Var. L'œuvre est exposée au Salon des indépendants de 1893 sous le titre de Jeunes Provençales au puits. Achetée à la fille de l'artiste Ginette Signac en 1979, elle fait partie depuis lors des collections du musée d'Orsay, à Paris.

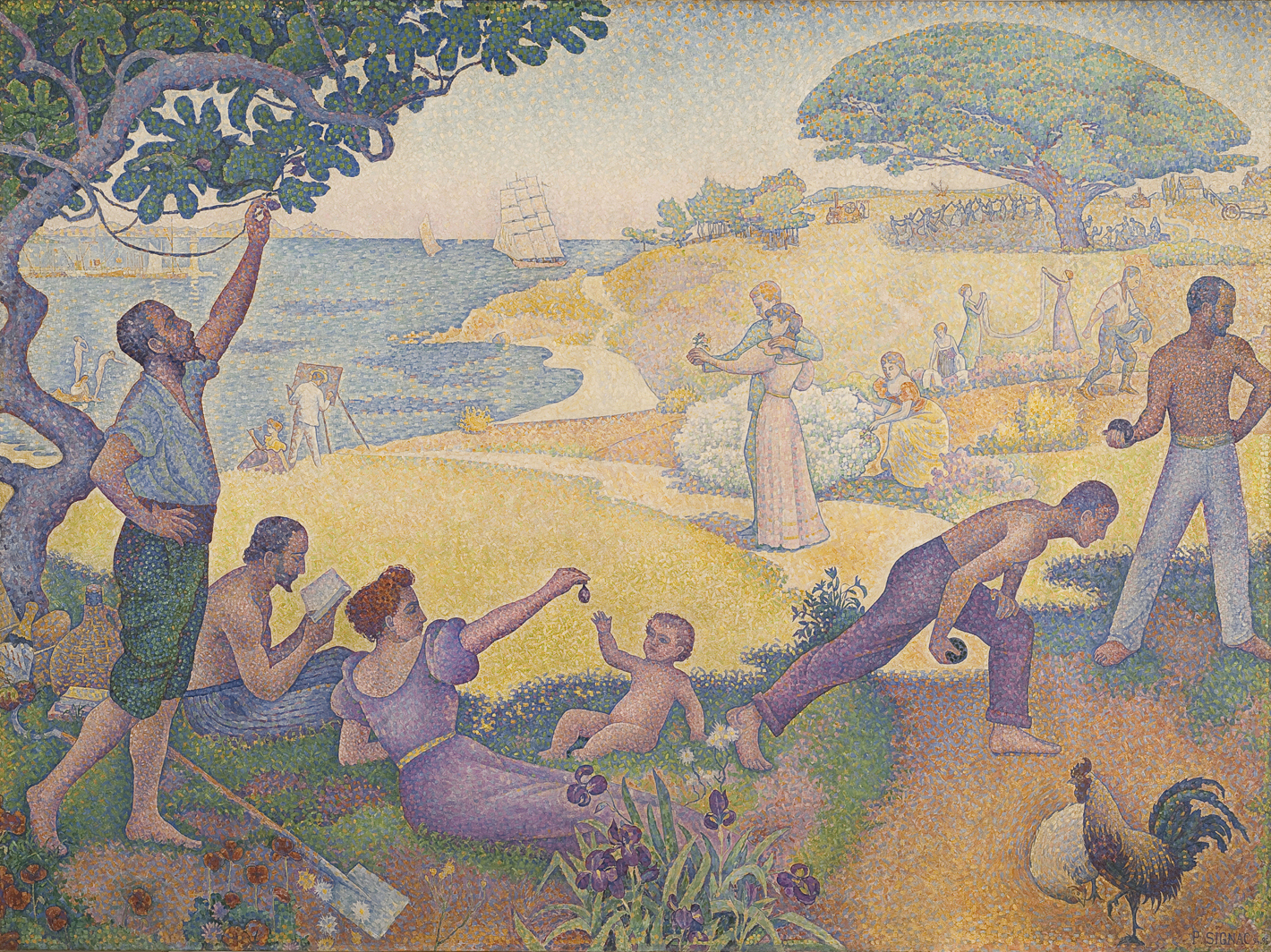
Au temps d'harmonie, 1895 – Hôtel de ville, Montreuil.
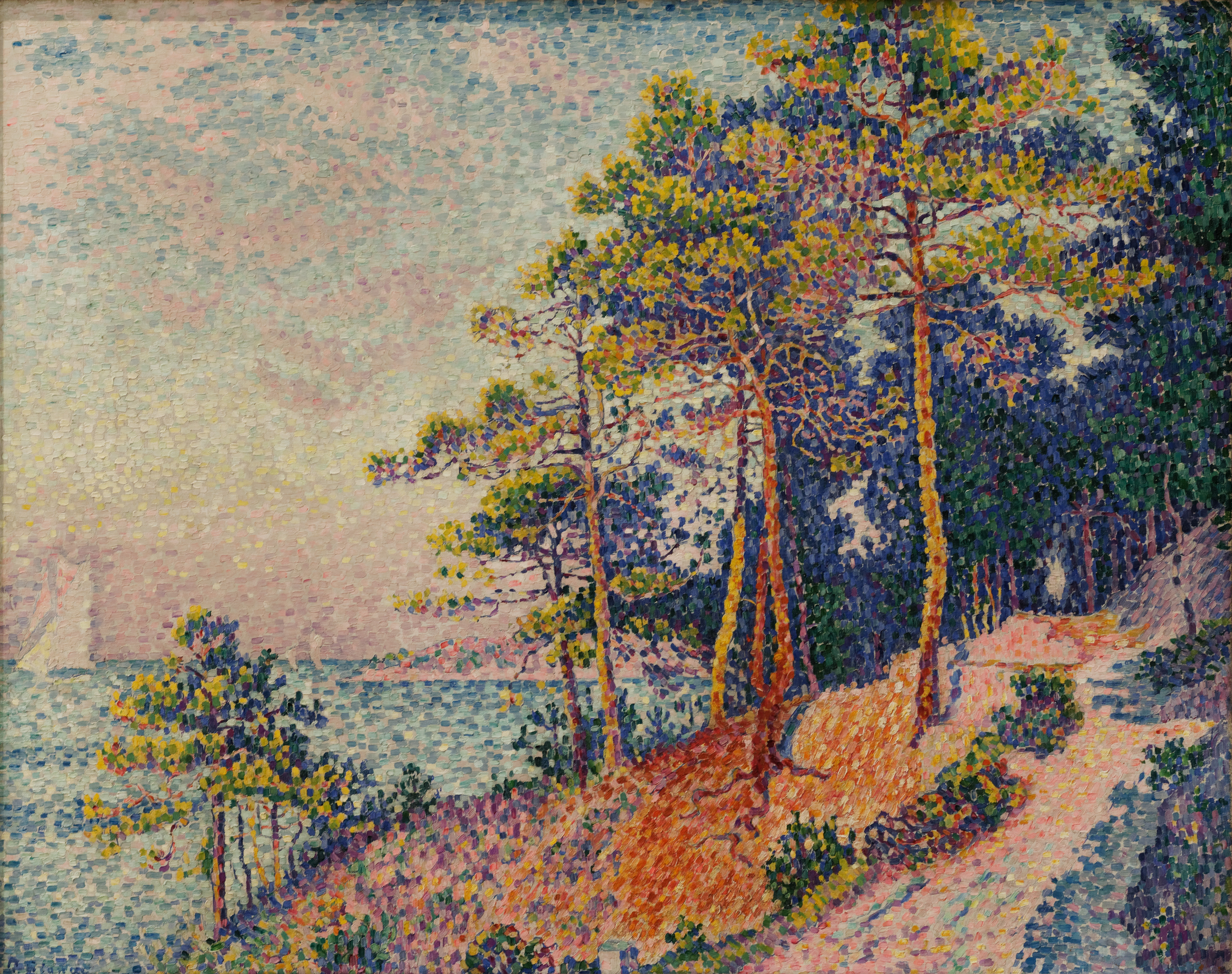
Le Sentier des douanes, 1905 – Musée de Grenoble, Grenoble.